# 양경일 (레슬링 선수)
양경일(1989년 8월 7일~)은 조선민주주의인민공화국의 레슬링 선수이다. 2012년 하계 올림픽에서 남자 자유형 밴텀급 종목 동메달을 획득했고 세계 선수권 대회에서 2회 우승했다.